# خربة قبر أبو نايف
خربة قبر أبو نايف موقع أثري في العراق يقع على الطريق القديم آشور (قلعة الشرقاط الحالية) وتلعفر، بالقرب من تلال النجمي الطبيعية التي هي امتداد لسلسلة تلال القيارة.وهذا الموضع على بعد 3 كيلو مترات من غربي البناء العثماني الواسع المعروف باسم خان النجمي.
في عام 1953م، قام بتخطيط هذه الخربة وفحصها الآثاري الإنكليزي ديفيد أوتس (David Oates) من جامعة كامبريدج البريطانية.

## الوصف
خربة قبر أبو نايف مربعة الشكل تقريباً ضلعها (100) متر، وارتفاعها نحو مترين من الأرض المحروثة المجاورة لها. ويلاحظ وجود سور من الحجارة حولها سمكه حوالي (1.20) متر. وفي داخل السور، وفي زاويته الشرقية والجنوبية، بقايا غرف أو برجين مربعين كل منهما (7×7) أمتار، يبرزان قليلاً إلى خارج السور، كما يظن انه كان برج في كل من الزاويتين الأخرتين.وفي وسط الخربة بقايا بنائية ترتفع مترين آخرين عن سطح الأنقاض. ولا يعرف ما إذا كانت البقايا الأثرية تعود لعصر واحد أم ان البناء الوسطي شيد على بقايا بناء أقدم.

## الكتابة
ان الكتابة المكتشفة في هذا الموضع مؤرخة (348) سلوقية أي (37) ميلادية. فهذه الكتابة تحدد زمن البناء في هذا الموضع أو على الأقل القسم الوسطي منه وترجعه إلى العصر الفرثي. والحجرة المكتوبة مستطيلة الشكل (60×38 سم) وجهها المكتوب منجور سوي، اما الوجوه الأخرى قليلة الهندمة. وتتألف الكتابة من ستة أسطر، طول السطر الأول منها (50 سم) وهي واضحة المعالم.إلا ان الجزء الأول من السطرين الخامس والسادس مفقود.

## ماهية البناء
ان البناء ربما كان خاناً من العهد الفرثي أو داراً للمكس والجباية أو منزلاً على أحد الطرق القديمة لحراسته ولنزول القوافل فيه.